# Floris Adriaan van Hall

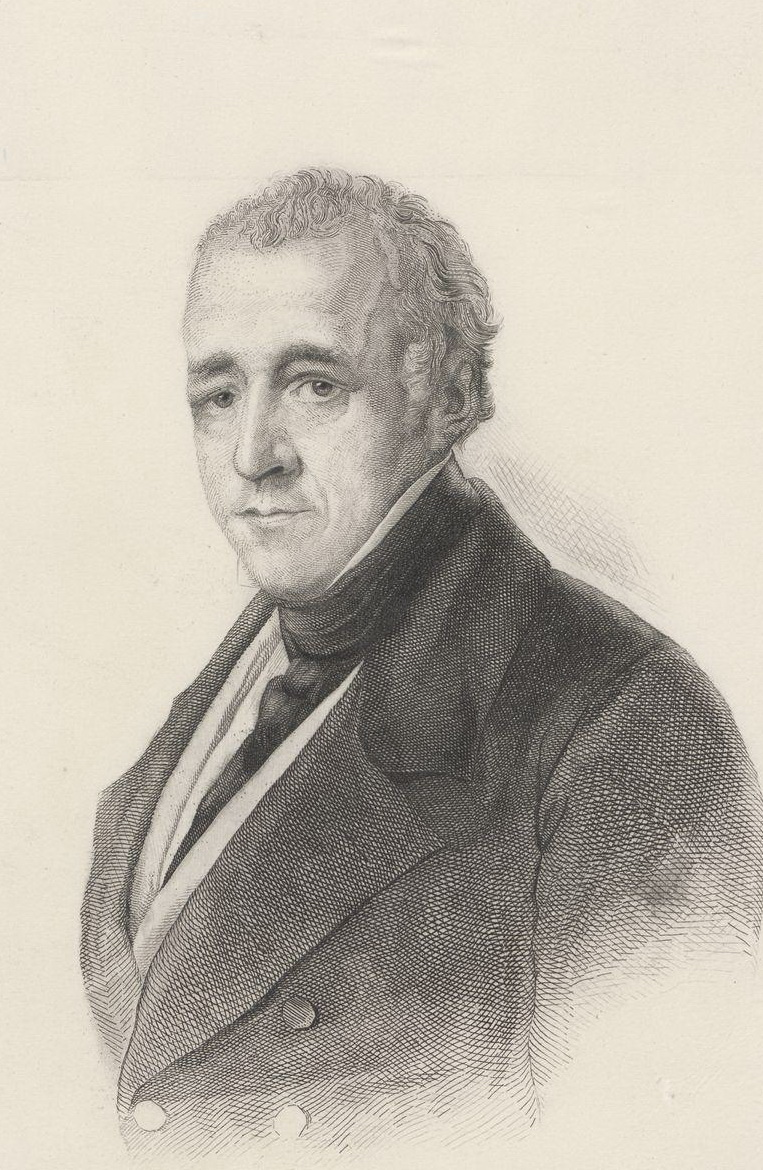
Floris Adriaan Baron van Hall

Floris Adriaan Baron van Hall (* 15. Mai 1791 in Amsterdam; † 29. März 1866 in Den Haag) war ein liberaler, später konservativer niederländischer Staatsmann. 1853 bis 1856 und 1860 bis 1861 war er Vorsitzender des Ministerrats.
Sein Vater Maurits Cornelis van Hall war Mitglied der Ersten Kammer der Generalstaaten und tat sich auch als Literaturwissenschaftler und Dichter hervor. Nach dem Besuch der Lateinschule und der gymnasialen Ausbildung am Atheneum Illustre in Amsterdam studierte van Hall Rechtswissenschaften in Leiden und promovierte 1812 in Amsterdam. 1813 musste er Dienst in der Ehrenlegion Kaiser Napoleons leisten, entkam aber über die Schweiz und kehrte nach Amsterdam zurück. 
Van Hall war als Anwalt in der Kanzlei seines Vaters tätig, bis er 1842 zunächst als Justiz-, dann als Finanzminister in die Regierung eintrat (bis 1848). 1853–1856 wurde er Vorsitzender des Ministerrats und gleichzeitig Außenminister. Vorübergehend hatte er auch das Finanzministerium und das Ministerium für Angelegenheiten der römisch-katholischen Kirche inne (er selbst gehörte aber der reformierten Kirche an). Nach einer Zeit als Abgeordneter der Zweiten Kammer wurde er 1860–1861 noch einmal Regierungschef und Finanz- und Außenminister.
Durch die Heirat mit seiner zweiten Frau Henriette Marie Jeanne war er seit 1853 ein Schwiegersohn des früheren Regierungschefs Gerrit Schimmelpenninck. 1856 wurde ihm der Titel eines Barons verliehen. Nach seinem Austritt aus der Politik 1861 widmete er sich historischen Studien.